# Varianti GNU
Varianti GNU è un termine usato dalla Free Software Foundation e da altri per indicare quei sistemi operativi che usano software e librerie, ovvero il cuore di un sistema operativo (il cosiddetto userland), del progetto GNU ma un kernel diverso da GNU Hurd.

## Con il kernel Linux

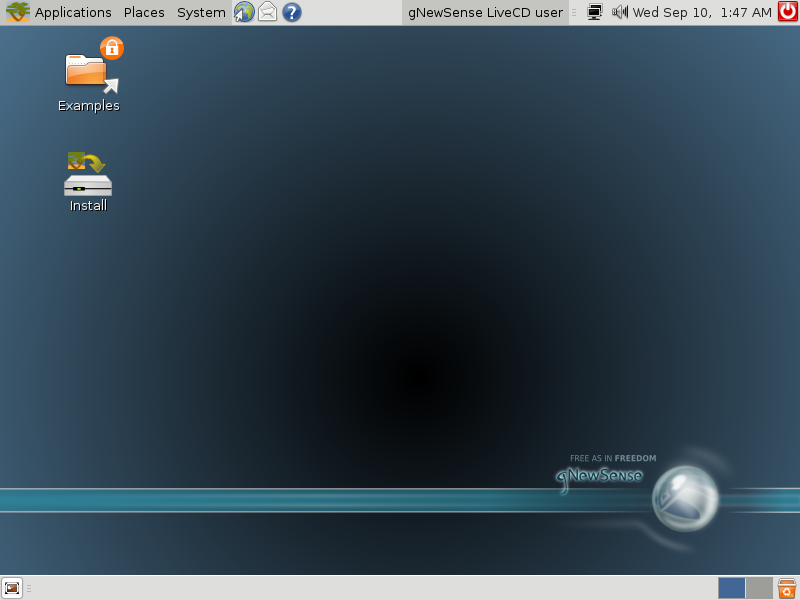
gNewSense: una distribuzione GNU/Linux contenente solo software libero

Il termine GNU/Linux è usato dalla Free Software Foundation per indicare un sistema operativo distribuito con il kernel Linux e software di sistema GNU.
Alcune distribuzioni Linux sono distribuite con un insieme di programmi e pacchetti GNU.
La più nota e diffusa distribuzione ufficiale che usa il termine GNU/Linux è Debian GNU/Linux.

## Con il kernel BSD
Debian GNU/kFreeBSDÈ un sistema operativo sviluppato dal progetto Debian per computer con architettura IA-32 e x86-64. È una distribuzione di GNU con il sistema di gestione dei pacchetti di Debian e il kernel di FreeBSD. La k nel nome indica che è usato solo il kernel del sistema operativo FreeBSD.
La attuale versione stabile di Debian Squeeze (6.0) lo supporta. Una distribuzione Debian GNU/kfreeBSD live CD è Ging.
Debian GNU/NetBSDÈ un sistema operativo sviluppato dal progetto Debian. È una distribuzione di GNU con il kernel di NetBSD. Non è stato mai fatto nessun rilascio ufficiale di questo sistema operativo anche se è stato effettuato il port su architetture IA-32 e DEC Alpha ; il progetto non ha avuto sviluppi significativi dal 2002.

## Con il kernel OpenSolaris
Nexenta OS è la prima distribuzione che combina  la userland GNU (con l'eccezione di libc; è usata OpenSolaris libc), il sistema di gestione dei pacchetti e l'organizzazione di Debian e il kernel di OpenSolaris. Nexenta OS è disponibile per sistemi IA-32 e x86-64. Il progetto è sviluppato e finanziato da Nexenta Systems

## Con il Kernel XNU
GNU viene utilizzato anche congiuntamente a Darwin un sistema operativo libero sviluppato da Apple utilizzato come base per MacOS, Darwin utilizza il Kernel XNU anch’esso sviluppato da Apple; GNU congiunto a Darwin compone il sistema operativo GNU/Darwin.